# Liste der Flughäfen und Flugplätze auf Jamaika

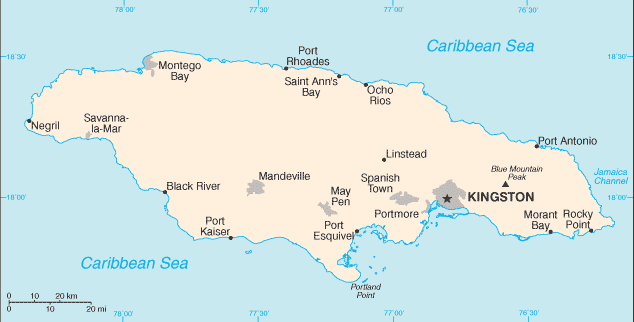
Karte von Jamaika

Die Liste der Flughäfen und Flugplätze auf Jamaika zeigt die Flughäfen und Flugplätze des karibischen Staates Jamaika, geordnet nach Orten.
Namen in Fettschrift zeigen regelmäßigen Linienverkehr an.
| Ort                      | Provinz               | ICAO-Code | IATA-Code | Name des Flughafens                      | Koordinaten                  | LID         |
| ------------------------ | --------------------- | --------- | --------- | ---------------------------------------- | ---------------------------- | ----------- |
| Internationale Flughäfen |                       |           |           |                                          |                              |             |
| Kingston                 | Kingston / St. Andrew | MKJP      | KIN       | Norman Manley International Airport      | 17° 56′ 8″ N, 76° 47′ 15″ W  |             |
| Montego Bay              | Saint James           | MKJS      | MBJ       | Sangster International Airport           | 18° 30′ 13″ N, 77° 54′ 48″ W |             |
| Ocho Rios/Boscobel       | Saint Mary            | MKBS      | OCJ       | Ian Fleming International Airport        | 18° 24′ 15″ N, 76° 58′ 8″ W  |             |
| Regionalflugplätze       |                       |           |           |                                          |                              |             |
| Kingston                 | Kingston / St. Andrew | MKTP      | KTP       | Flugplatz Tinson Pen                     | 17° 59′ 18″ N, 76° 49′ 25″ W |             |
| Negril                   | Westmoreland          | MKNG      | NEG       | Flugplatz Negril                         | 18° 20′ 24″ N, 78° 20′ 8″ W  |             |
| Port Antonio             | Portland              | MKKJ      | POT       | Flugplatz Ken Jones                      | 18° 11′ 55″ N, 76° 32′ 4″ W  |             |
| Militärflugplätze        |                       |           |           |                                          |                              |             |
| Kingston                 | Kingston / St. Andrew |           |           | Up Park Camp                             | 17° 59′ 18″ N, 76° 46′ 34″ W |             |
| Moneague                 | Saint Ann             |           |           | Moneague Training Camp                   | 18° 16′ 56″ N, 77° 6′ 18″ W  | JM-0015     |
| Private Flugplätze       |                       |           |           |                                          |                              |             |
| Bath                     | Saint Thomas          |           |           | Flugplatz Bath                           | 17° 56′ 24″ N, 76° 18′ 27″ W | JM-0016     |
| Bog Walk                 | Saint Catherine       |           |           | Flugplatz Tulloch                        | 18° 6′ 15″ N, 76° 59′ 20″ W  | JM-0003     |
| Discovery Bay            | Saint Ann             |           |           | Flugplatz Puerto Seco                    | 18° 28′ 0″ N, 77° 23′ 40″ W  | JM-0007     |
| Ewarton                  | Saint Catherine       |           |           | Flugplatz Ewarton                        | 18° 10′ 26″ N, 77° 4′ 7″ W   | JM-0004     |
| Manchioneal              | Portland              |           |           | Flugplatz Manchioneal                    | 18° 3′ 17″ N, 76° 17′ 0″ W   | JM-0002     |
| Nain                     | Saint Elizabeth       |           |           | Flugplatz Nain                           | 17° 58′ 38″ N, 77° 36′ 25″ W | JM-0010     |
| Old Harbour Bay          | Saint Catherine       |           |           | Flugplatz Port Esquivel                  | 17° 53′ 30″ N, 77° 8′ 10″ W  | JM-0006     |
| Williamsfield            | Manchester            |           |           | Flugplatz Kirkvine                       | 18° 4′ 45″ N, 77° 28′ 40″ W  | JM-0009     |
| Duncans                  | Trelawny              |           |           | Flugplatz Braco                          | 18° 28′ 35″ N, 77° 29′ 25″ W | JM-0012     |
| Geschlossen              |                       |           |           |                                          |                              |             |
| Spanish Town             | Saint Catherine       |           |           | Flugplatz Caymanas                       | 18° 0′ 52″ N, 76° 55′ 27″ W  | Geschlossen |
| Vernam Field             | Clarendon             |           |           | Flugplatz Vernam Field                   | 17° 53′ 18″ N, 77° 18′ 11″ W | Geschlossen |
| Rocky Point              | Clarendon             |           |           | Flugplatz Rocky Point                    | 17° 46′ 37″ N, 77° 15′ 36″ W | Geschlossen |
| Mandeville               | Manchester            |           | MVJ       | Flughafen Marlboro (Marlborough Airport) | 18° 1′ 11″ N, 77° 29′ 42″ W  | Geschlossen |